# Magyar adópengő
Az adópengő egy történelmi magyar pénzegység, melyet 1946. január 1-jén vezettek be elszámolási egységként és 1946. július 31-ig volt törvényes fizetőeszköz, amikor a pengővel együtt kivonták a forgalomból.

## Története
Az 1945 decemberében végrehajtott egyszeri vagyondézsma nem váltotta be a hozzáfűzött reményeket: sem a pengő stabilizálását, sem az államháztartás egyensúlyát nem sikerült elérni. Az inflációt gerjesztő hatások megmaradtak: az államnak hatalmas kiadásai voltak, melyeket nem tudott az adóbevételekből fedezni.
A kormány tisztában volt a gyors pénzromlás mögött meghúzódó pénzügyi okokkal, ezért az indexált adószedéstől várta a megoldást. Ebből a célból 1946. január 1-jén egy adópengőnek nevezett új pénznemet vezettek be 1 adópengő = 1 pengő árfolyamon. Ettől fogva naponta közzétettek egy indexszámot, amely megadta, hogy 1 adópengő hány pengővel egyenlő. Az indexszámot a Magyar Gazdaságkutató Intézet határozta meg a fogyasztói árakból vett mintavétellel a következő súlyokkal: élelmiszer 50%, iparcikkek (piaci áron) 30%, iparcikkek (kötött áron) 20%. Az adókat adópengőben vetették ki, de pengőben kellett befizetni az esedékesség napján érvényes adópengőindex szerint. Ez a rendszer 1946 januárjától márciusig jól működött, mivel az indexszám tükrözte az árszínvonal alakulását. A költségvetés kiadásainak adókból finanszírozott hányada duplájára, a korábbi 7%-ról 14%-ra emelkedett. 1946 áprilisától kezdve azonban az adópengőindex növekedése elmaradt az árszínvonal emelkedésétől, ami az adópengő értékvesztéséhez vezetett.
Az adóztatás mellett más területeket is érintett az indexált elszámolás. Az adópengő a kötelezettségek és követelések általános elszámolási egységévé vált. A kereskedelmi bankokat kötelezték, hogy a folyó- és betéti számlákat adópengőben vezessék. Az ezen számlákra befolyó pénzt a kereskedelmi bankok a Magyar Nemzeti Banknál helyezhették el szintén adópengőre szóló számlákon. A kereskedelmi bankok közötti zsíróügyletek is ezeken a számlákon keresztül bonyolódtak le. Az államnak a kereskedelmi bankokon keresztül közvetve adópengőre szóló kötelezettsége képződött a lakossággal szemben.

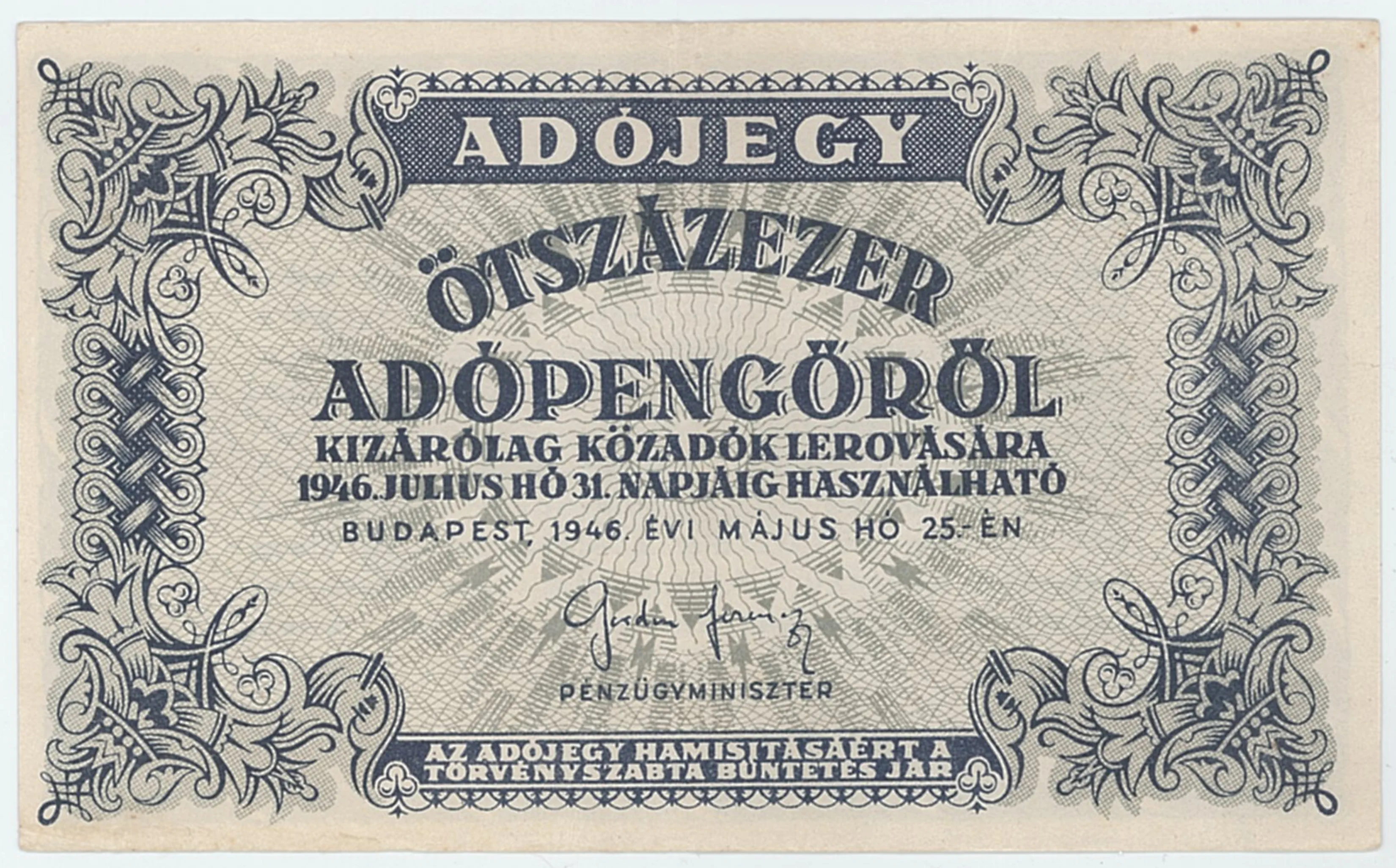
Adójegy 500.000 adópengőről

1946 májusában a kincstár adópengőre szóló adójegyeket (tulajdonképpen két hónapos lejáratú, adópengőre szóló kötvényeket) bocsátott ki. Ezek kezdetben az adófizetést szolgálták, június 23-ától már a közüzemi díjakat is ki lehetett egyenlíteni adójegyekkel, július 8-ától pedig törvényes fizetőeszközzé vált és kiszorította az addigra már teljesen értékét vesztett pengő bankjegyeket. Az adójegyekért nem a jegybank, hanem a kormány vállalt kötelezettséget, mivel ekkoriban nem volt tényleges jegybanki függetlenség, az eltérés nem jelentős, ráadásul július 9-től a Nemzeti Bank átvette az adójegyek gyártását és forgalomba hozatalát. Az adójegyek mellett a pénzforgalomban részt vettek az adópengőre szóló illetékbélyegek és a Postatakarékpénztár által június közepétől kibocsátott nem kamatozó pénztárjegyek is.
Az árszínvonal mögött elmaradó indexálás és az adójegyek fokozódó kibocsátása az adópengő elértéktelenedését vonta maga után. 1946. augusztus elsején, a forint bevezetésének napján egy forint 200 000 000 adópengővel volt egyenlő. Szeptember végéig a tíz- és százmilliós adójegyek mint öt- és ötvenfilléres címletek vettek részt a forgalomban, bár ekkor már nem szívesen fogadták el őket.

## Statisztika
| Dátum            | Indexszám           |
| ---------------- | ------------------- |
| 1946. január 1.  | 1                   |
| 1946. február 1. | 1,7                 |
| 1946. március 1. | 10                  |
| 1946. április 1. | 44                  |
| 1946. május 1.   | 630                 |
| 1946. június 1.  | 160 000             |
| 1946. július 1.  | 7 500 000 (7,5·109) |
| 1946. július 31. | 2 000 (2·1021)      |

## Külső hivatkozás
- Pénzportál – Garami Erika: Az adópengő (2006. október 16.)